# Ropcea, Storojineț
Ropcea (în ucraineană Ропча, transliterat: Ropcea și în germană Ropcze) este un sat reședință de comună în raionul Storojineț din regiunea Cernăuți (Ucraina). Are 3,324 locuitori.
Satul este situat la o altitudine de 344 metri, în partea de centru-est a raionului Storojineț. Are un sol fertil, fiind un sat de agricultori.

## Istorie
Localitatea Ropcea a făcut parte încă de la înființare din regiunea istorică Bucovina. Prima atestare documentară a satului datează din data de 18 februarie 1448.
În ianuarie 1775, ca urmare a atitudinii de neutralitate pe care a avut-o în timpul conflictului militar dintre Turcia și Rusia (1768-1774), Imperiul Habsburgic (Austria de astăzi) teritoriu cunoscut sub denumirea de Bucovina. După anexarea Bucovinei de către Imperiul Habsburgic în anul 1775, localitatea Ropcea a făcut parte din Ducatul Bucovinei, guvernat de către austrieci, făcând parte din districtul Storojineț (în germană Storozynetz). 
După Unirea Bucovinei cu România la 28 noiembrie 1918, satul Ropcea a făcut parte din componența României, în Plasa Flondoreni a județului Storojineț. Pe atunci, majoritatea populației era formată din români (aproape în totalitate). În perioada interbelică, ființa în sat o filială a Societății pentru cultură și literatură română în Bucovina .    
Ca urmare a Pactului Ribbentrop-Molotov (1939), Bucovina de Nord a fost anexată de către URSS la 28 iunie 1940. Bucovina de Nord a reintrat în componența României în perioada 1941-1944, fiind reocupată de către URSS în anul 1944 și integrată în componența RSS Ucrainene. 
Începând din anul 1991, satul Ropcea face parte din raionul Storojineț al regiunii Cernăuți din cadrul Ucrainei independente. Conform recensământului din 1989, numărul locuitorilor care s-au declarat români plus moldoveni era de 2834 (2.789+45), adică 91,04% din populația localității. În sat, mai locuiau 195 ucraineni, 31 ruși, 10 poloni și 9 de altă etnie . În prezent, satul are 3.324 locuitori, preponderent români.

## Demografie
Componența lingvistică a comunei Ropcea
     Română (94,46%)
     Ucraineană (4,51%)
     Alte limbi (1,03%)
Conform recensământului din 2001, majoritatea populației comunei Ropcea era vorbitoare de română (94,46%), existând în minoritate și vorbitori de ucraineană (4,51%).
1930: 2.791 (recensământ)
1989: 3.079 (recensământ)
2001: 3.324 (recensământ)

## Recensământul din 1930
Componența etnică a comunei Ropcea (județul Storojineț)
     Români (94,87%)
     Evrei (3%)
     Altă etnie (2,13%)
Componența confesională a comunei Ropcea
     Ortodocși (95,01%)
     Romano-catolici (1,57%)
     Mozaici (3,26%)
     Altă religie (0,16%)
Conform recensământului efectuat în 1930, populația comunei Ropcea se ridica la 2.791 locuitori. Majoritatea locuitorilor erau români (94,87%), cu o minoritate de evrei (3,00%). Alte persoane s-au declarat: maghiari (1 persoană), germani (22 de persoane), ruteni (1 persoană), polonezi (25 de persoane) și ruși (10 persoane). Din punct de vedere confesional, majoritatea locuitorilor erau ortodocși (95,01%), dar existau și romano-catolici (1,57%) și mozaici (3,26%). Alte persoane au declarat: greco-catolici (1 persoană) și evanghelici\luterani (3 persoane).